# Pou de la neu de Vila-rodona
El Pou de la neu de Vila-rodona és una obra de Vila-rodona (Alt Camp) protegida com a Bé Cultural d'Interès Local.

## Descripció
Estructura cilíndrica, de pedra seca, amb cúpula de pedra, amb obertura rectangular de càrrega, de 80x80 cm, al centre de la cúpula. Diàmetre estimat: 7 metres. Profunditat: 4 metres. Galeria horitzontal d'entrada encarada a l'ENE, al riu Gaià. Devien aprofitar l'aigua del riu per fer gel, embassant-la a una plana que hi ha sota el pou, a la vora dreta del corrent. Es conserva en perfectes condicions, recentment s'ha musealitzat.